# یاگرا
یاگرا (به لاتین: Yagra) یک منطقهٔ مسکونی در جمهوری خلق چین است که در منطقه خودمختار تبت واقع شده‌است. یاگرا
- نفر جمعیت دارد.